# Анђела Георгију
Анђела Георгију (рум. Angela Gheorghiu; рођена 7. септембра 1965. у Ађуду као Анђела Бурлаку рум. Angela Burlacu) је румунска оперска певачица. По гласу је сопран и позната је по својим интерпретацијама улога из опера Пучинија. 
Каријеру је започела 1990. улогом Мими (Боеми) у Националној опери у Клужу. Прва интернационална улога била је Адина у опери Љубавни еликсир у Базелу. Од тада је наступала у главним улогама на свим великим светским оперским сценама: Краљевска опера у Лондону, Бечка државна опера, Опера Метрополитен, Ла Скала, и друге оперске куће у Европи и САД. 